# See Me
See Me è il quarto e ultimo album in studio da solista del musicista britannico Ronnie Lane, pubblicato nel 1979.

## Tracce
1. One Step (Ronnie Lane, Alun Davies) – 3:34
2. Good Ol' Boys Boogie (Lane) – 3:31
3. Lad's Got Money (Lane) – 4:57
4. She's Leaving (Lane, Davies) – 3:41
5. Barcelona (Lane, Eric Clapton) – 5:15
6. Kuschty Rye (Lane, Kate Lambert) – 4:10
7. Don't Tell Me Now (Lane) – 2:52
8. You're So Right (Lane) – 2:22
9. Only You (Lane) – 4:03
10. Winning With Women (Lane) – 4:08
11. Way Up Yonder (trad.; arr. Lane) – 2:50